# 去甲變腎上腺素

去甲腎上腺素降解，去甲變腎上腺素在左上角。酶以方框表示。

去甲變腎上腺素（normetadrenaline）又称甲氧基去甲肾上腺素，是去甲肾上腺素經由儿茶酚-O-甲基转移酶作用產生的代謝物。由尿液排泄。它是釋放兒茶酚胺的腫瘤的標記物，如嗜铬细胞瘤。